# Мирон Ахајски
Свети Мирон Ахајски је хришћански светитељ у лику свештеномученика, из 3. века.
Рођен је око 201. године у области Ахаја, у време владавине римског цара Септимија Севера. Због своје хришћанске вере био је мучен и страдао је у граду Кизику око 250. године.
Православна црква га прославља 17. августа по јулијанском календару, а 30. августа по грегоријанском календару.